# Équipe de Wallis-et-Futuna de football
Maillots
L’équipe de Wallis-et-Futuna de football est l'équipe non reconnue internationalement de Wallis-et-Futuna. Elle n'est ni membre de la FIFA, ni membre de l'OFC et ne participe donc pas aux tournois internationaux, à l'exception de quelques éditions des Jeux du Pacifique.

## Histoire

### Origine et fondation en 1933

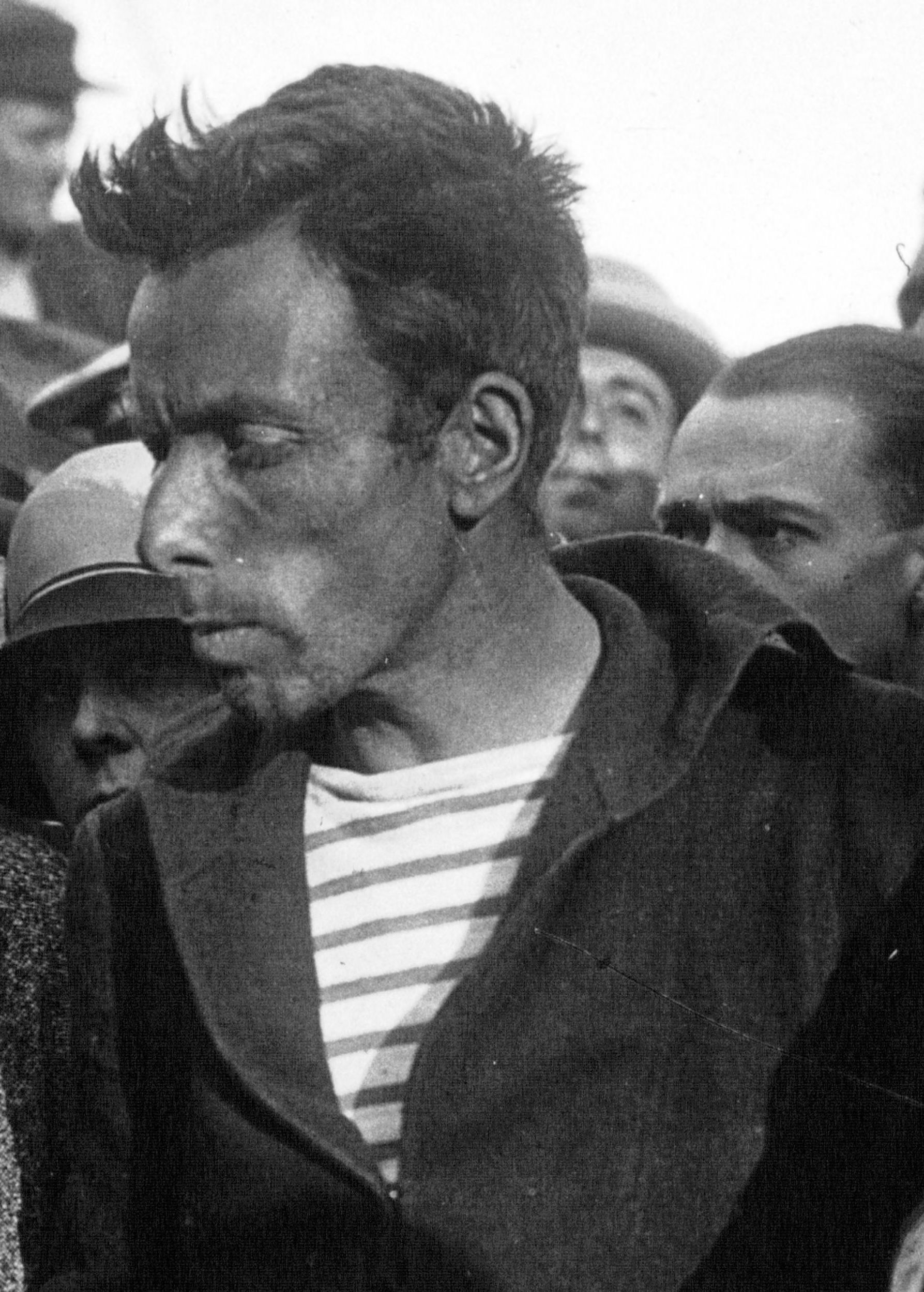
Alain Gerbault, personnage clé du football wallisien qui sera le premier à faire découvrir le football sur le territoire en 1926.

La création de l'équipe provient en partie de l'arrivée d'Alain Gerbault (photo), un skippeur français qui séjourne quatre mois à Wallis en 1926. Appréciant le football, il commence à initier de jeunes wallisien à la pratique du football sur la place de Matautu le dimanche. Les locaux découvrant ce sport l'apprécient, mais le football ne se répand pas vraiment à l'entièreté du territoire.
En 1933, sept ans plus tard, Jean-Joseph David accède au poste de résident de France à Wallis-et-Futuna. Il ramène de l'occident la culture du football, un sport qui lui tient à cœur. Cette arrivée massive du sport a aussi pour but selon David l'amélioration physique des autochtones. C'est en 1944 que l'équipe de Wallis-et-Futuna de football est fondée officiellement. En même temps que la création de la première école publique, le résident français va mettre beaucoup de jeunes au sport et plus particulièrement au football afin d'améliorer l'équipe du territoire. À cette même période, il veut faire construire trois stades, le Stade de Matu-Utu, le Stade Lomipeau à Hihifo et le Stade Laione à Hahake.

### Début en 1966
En 1966 a lieu le premier match de l'équipe qui participe aux Jeux du Pacifique Sud. Wallis et Futuna sont entrés dans la phase de groupes, cependant ils s'inclinent 5-0 contre Tahiti et sont éliminés au premier tour. L'équipe réalise son second match en septembre de la même année et s'incline une nouvelle fois, 9-1 contre la Papouasie-Nouvelle-Guinée.
L'équipe a obtenu ses meilleurs résultats aux Jeux du Pacifique Sud de 1979, se qualifiant pour les huitièmes de finale avec une victoire 3-1 face aux Samoa occidentales avant de perdre contre les Îles Salomon 6-0. Ils ont perdu leur match de quart de finale contre les Fidji 5-0, ce qui les a qualifiés pour le tournoi de consolation, où ils ont été éliminés par les Tonga 1-0. Aux Jeux du Pacifique Sud de 1983, ils ont perdu leur premier match de groupe 3-0 contre les Samoa américaines. Cependant la victoire 2-1 contre les Samoa occidentales les placent tout de même en tête de leur groupe. En quart de finale, ils ont perdu 4-0 contre la Nouvelle-Calédonie, les éliminant de la compétition.

### Période de défaite
Les Jeux du Pacifique Sud de 1987 se sont déroulés sous forme de tournoi à la ronde, entraînant quatre défaites pour Wallis-et-Futuna, leur seule victoire étant contre les Samoa américaines 5-1. Aux Jeux du Pacifique Sud de 1991, ils perdent chacun de leurs matches de phase de groupes et ont été battus par Tahiti dans le tournoi de consolation, les qualifiant pour les éliminatoires de la septième place où ils ont battu Guam 5-0.

### Inactivité
La dernière fois que Wallis-et-Futuna a joué un match est en 1995. Dans cette édition, l'équipe a perdu les quatre matchs qu'elle a disputés. Depuis, elle est complètement inactive. Cet arrêt est aussi dû au fait que les épreuves de football sont annulées aux Jeux du Pacifique de 1999 et ne reprennent qu'en 2003. L'équipe ne jouant presque que des matchs à l'occasion de ces Jeux, cette absence de 8 ans n'a pas permis de reprendre les matchs.

## Statistiques et résultats

### Jeux du Pacifique
| Année | Position         |      | Année            | Position |
| 1963  | Ne participe pas | 1991 | 1er tour         |          |
| 1966  | 1er tour         | 1995 | 1er tour         |          |
| 1969  | Ne participe pas | 2003 | 1er tour         |          |
| 1971  | Ne participe pas | 2007 | Ne participe pas |          |
| 1975  | Ne participe pas | 2011 | Ne participe pas |          |
| 1979  | Quart de finale  | 2015 | Ne participe pas |          |
| 1983  | Quart de finale  | 2019 | Ne participe pas |          |
| 1987  | 5e place         | 2023 | Ne participe pas |          |

### Matchs par adversaire
|    | Date              | Lieu                      | Équipe           | Résultat | Adversaire                |
| 1  | 13 décembre 1966  | Nouvelle-Calédonie        | Wallis-et-Futuna | 0-5      | Tahiti                    |
| 2  | 14 septembre 1966 | Nouvelle-Calédonie        | Wallis-et-Futuna | 1-9      | Papouasie-Nouvelle-Guinée |
| 3  | septembre 1979    | Fidji                     | Wallis-et-Futuna | 0-6      | Îles Salomon              |
| 4  | 22 août 1979      | Fidji                     | Wallis-et-Futuna | 3-1      | Samoa                     |
| 5  | 3 septembre 1979  | Fidji                     | Wallis-et-Futuna | 0-5      | Fidji                     |
| 6  | 5 septembre 1979  | Fidji                     | Wallis-et-Futuna | 0-1      | Tonga                     |
| 7  | 22 août 1983      | Samoa américaines         | Wallis-et-Futuna | 0-3      | Samoa américaines         |
| 8  | 24 août 1983      | Samoa américaines         | Wallis-et-Futuna | 2-1      | Samoa                     |
| 9  | 26 août 1983      | Samoa américaines         | Wallis-et-Futuna | 3-0      | Tonga                     |
| 10 | 26 août 1983      | Samoa américaines         | Wallis-et-Futuna | 0-4      | Nouvelle-Calédonie        |
| 11 | 9 décembre 1987   | Nouvelle-Calédonie        | Wallis-et-Futuna | 1-6      | Vanuatu                   |
| 12 | 10 décembre 1987  | Nouvelle-Calédonie        | Wallis-et-Futuna | 0-4      | Tahiti                    |
| 13 | 12 décembre 1987  | Nouvelle-Calédonie        | Wallis-et-Futuna | 5-1      | Samoa américaines         |
| 14 | 15 décembre 1987  | Nouvelle-Calédonie        | Wallis-et-Futuna | 1-5      | Nouvelle-Calédonie        |
| 15 | 19 décembre 1987  | Nouvelle-Calédonie        | Wallis-et-Futuna | 0-2      | Papouasie-Nouvelle-Guinée |
| 16 | 10 septembre 1991 | Papouasie-Nouvelle-Guinée | Wallis-et-Futuna | 0-5      | Vanuatu                   |
| 17 | 11 septembre 1991 | Papouasie-Nouvelle-Guinée | Wallis-et-Futuna | 0-5      | Îles Salomon              |
| 18 | 15 septembre 1991 | Papouasie-Nouvelle-Guinée | Wallis-et-Futuna | 1-3      | Papouasie-Nouvelle-Guinée |
| 19 | 16 août 1995      | Tahiti                    | Wallis-et-Futuna | 1-12     | Îles Salomon              |
| 20 | 17 août 1995      | Tahiti                    | Wallis-et-Futuna | 0-13     | Tahiti                    |
| 21 | 19 août 1995      | Tahiti                    | Wallis-et-Futuna | 1-2      | Îles Cook                 |
| 22 | 20 août 1995      | Tahiti                    | Wallis-et-Futuna | 0-10     | Nouvelle-Calédonie        |

| Adversaire                | Joués | Victoires | Matchs nuls | Défaites | Buts pour | Buts contre |
| ------------------------- | ----- | --------- | ----------- | -------- | --------- | ----------- |
| Tahiti                    | 3     | 0         | 0           | 3        | 0         | 22          |
| Îles Salomon              | 3     | 0         | 0           | 3        | 1         | 23          |
| Nouvelle-Calédonie        | 3     | 0         | 0           | 3        | 1         | 19          |
| Papouasie-Nouvelle-Guinée | 3     | 0         | 0           | 3        | 2         | 14          |
| Vanuatu                   | 2     | 0         | 0           | 2        | 1         | 11          |
| Samoa                     | 2     | 2         | 0           | 0        | 5         | 2           |
| Samoa américaines         | 2     | 1         | 0           | 1        | 5         | 4           |
| Tonga                     | 2     | 1         | 0           | 1        | 3         | 1           |
| Îles Cook                 | 1     | 0         | 0           | 1        | 1         | 2           |
| Fidji                     | 1     | 0         | 0           | 1        | 0         | 5           |

### Statistiques
| Nombre de matchs joués                 | 22  |
| -------------------------------------- | --- |
| Nombre de buts encaissés               | 103 |
| Nombre de buts marqués                 | 19  |
| Nombre de victoires                    | 4   |
| Nombre de matchs nuls                  | 0   |
| Nombre de défaites                     | 18  |
| Nombre de différents adversaires joués | 10  |